# Popůvky (Vysočina)
Popůvky (in tedesco Popuwka) è un comune della Repubblica Ceca facente parte del distretto di Třebíč, nella regione di Vysočina.